# Granatkastare

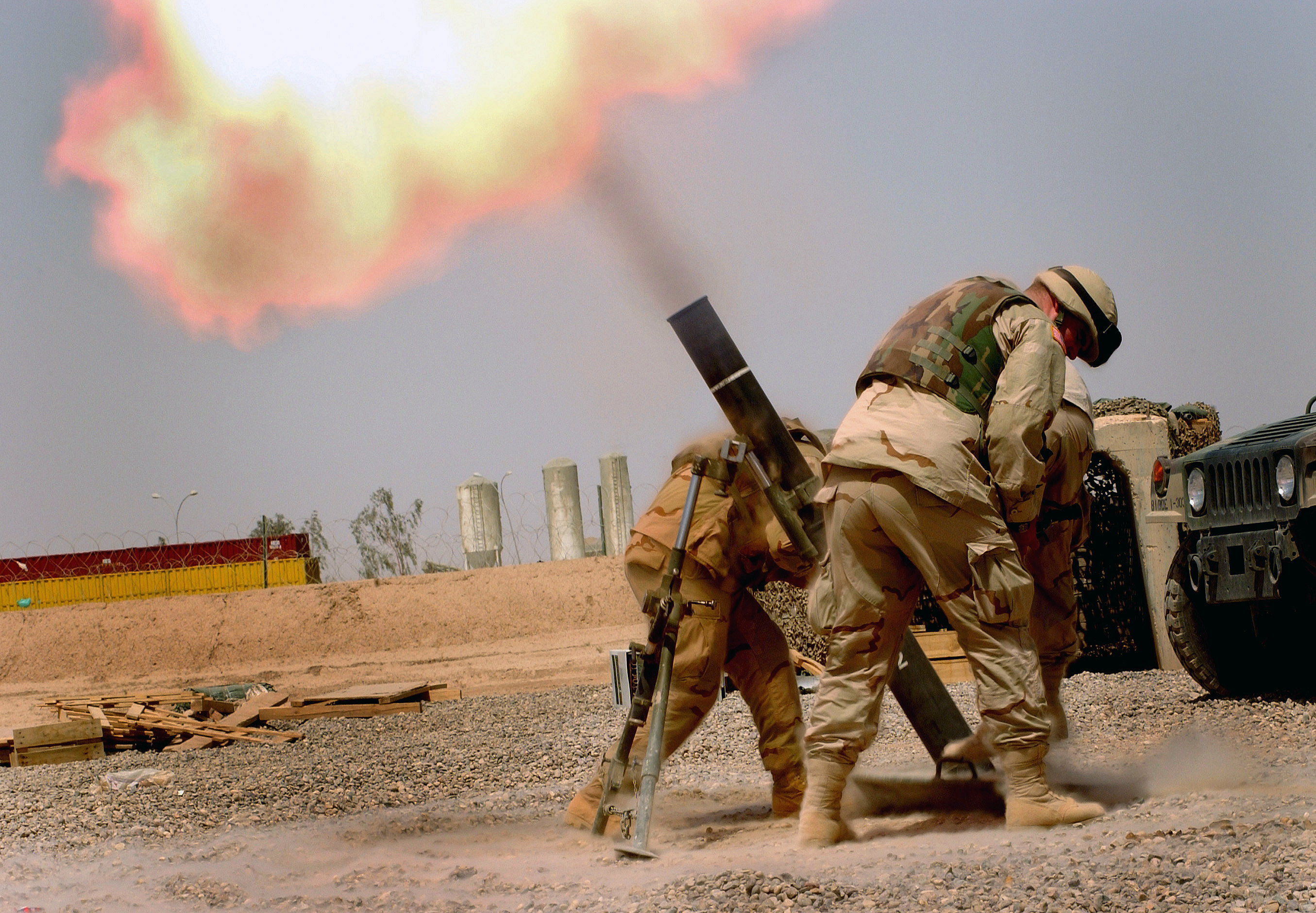
En amerikansk soldat avfyrar en 120 mm:s granatkastare.

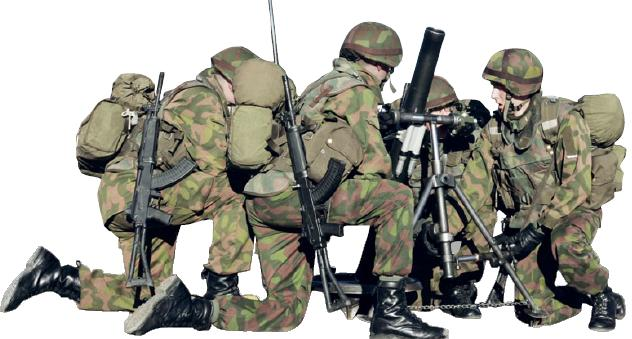
En finsk granatkastarservis betjänar en 81 mm granatkastare m/71.

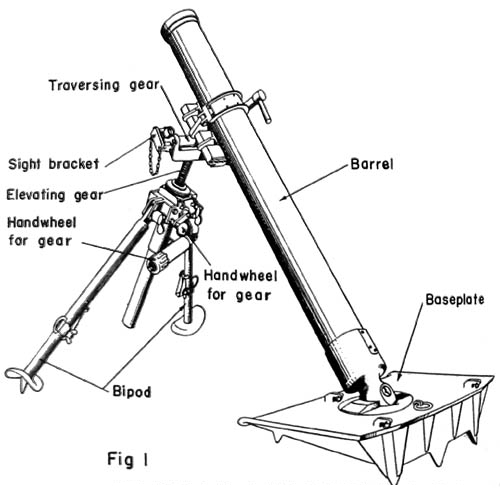
Tysk 10 cm Nebelwerfer 35.

Granatkastare, militärförkortning grk, är ett eldrörsbaserat understödsvapen för markstridstrupper som i mycket hög höjdriktning skjuter granateld på medellångt avstånd. Som namnet antyder "kastar" (lobbar) granatkastare sina projektiler med mycket kraftig projektilbana. De används likt traditionellt artilleri för indirekt eld mot mål som oftast inte är synliga från pjäsplatsen, vilket kräver en eldledare som via radio eller fälttelefon lämnar besked om hur granaterna träffar i förhållande till målet, men skiljer sig mot andra typer av eldrörsartilleri (kanoner, haubitsar) i framför allt avsevärt kortade räckvidd och oförmåga till direkt eld, med undantag för vissa fordonsmonterade system.
Granatkastare har kort eldrör i förhållande till kalibern, är mycket lättare än en kanon eller haubits med samma kaliber, använder utgångsvinklar över 45° och har en utgångshastighet upp till ungefär ljudhastigheten (331 m/s vid 0°C). Eldröret är vanligen slätborrat och mynningsladdat men det förekommer exempel med räffling och bakladdning. Rekylen tas upp utan fjädring genom en bottenplatta som vilar direkt på marken, med undantag för vissa fordonsmonterade vapen. Ammunition är traditionellt vinggranater; hylslösa granater vars granatkropp har stjärtstycke med vingar för aerodynamisk stabilisering och en liten drivladdning för utskjutning. Mynningsladdade granatkastare fungerar traditionellt genom att släppa granaten genom eldröret så den faller med stjärtstycket mot ett slagstift i botten av eldröret som antänder drivladdningen och skjuter iväg granaten.
Vapenverkan består traditionellt av spräng- och rökgranater, men i modern tid förekommer även styrd- och målsökande ammunition. Det förekommer även så kallade lysgranater, vilka skjuts upp i luften med fallskärm för att lysa upp slagfält på natten. Den indirekta elden med olika ammunitionstyper kan utnyttjas med stora möjligheter för verkanseld, nedhållande eld, belysning och avskärmning. Med bra träning och expertis kan granatkastare göra stor skillnad i ett förbands stridsförmåga, varav egna granatkastarförband betraktas som en mycket viktig stridsresurs. 
Moderna granatkastare började utvecklas under tidigt 1900-tal och användes först under första världskriget. Granatkastarkonceptet är dock en modern version av den föråldrade artilleritypen mörsare, varav båda vapen delar namn och historia på flera språk, exempelvis engelska: "Mortar".

## Historik
De första granatkastarna var överkalibriga och bestod i princip bara av en bottenplatta försedd med en uppåtstående metallstav. Granaten hade ett ihåligt skaft vilket träddes över utskjutningsanordningen. I botten av skaftet fanns granatens drivladdning. Man kan säga att eldröret satt i granaten i stället för i vapnet.
De första egentliga granatkastarna (Minenwerfer) konstruerades före 1910 och avsågs närmast att användas vid anfall mot fästningar, förstöring av taggtrådshinder och dylikt. Den hade 25 cm kaliber och 100 kg tung granat med 500 meters skottvidd. 1911 konstruerades för fästningsförsvaret en medeltung pjäs om 17 cm kaliber, en 50 kilos projektil och 1000 meter skottvidd. Vid krigsutbrottet 1914 hade Tyskland dessutom färdigkonstruerad en för verkan mot levande mål avsedd, lätt granatkastare om 7,5 cm kaliber med 5 kilo projektil och 1300 maximiskottvidd. Dessa, senare förbättrade granatkastare hade eldrörsrekyl, räfflade lopp och laddades från mynningen. För Frankrike kom de tyska Minenwerfer som en obehaglig överraskning. Efter en rad försök framställdes dock även här granatkastare, canons de tranchée, skyttegravspjäser av ungefär samma verkningsförmåga som de tyska. De var dock i regel tyngre, utan eldrörsrekyl, slätborrade och hade vingstyrda projektiler.
Grunden till dagens granatkastare konstruerades 1915 av den engelske ingenjören Wilfred Stokes och förbättrades av Edgar Brandt som arbetade för Hotchkiss. Denna typ kallas allmänt för Stokes-Brandt. Det lätta, vanligen slätborrade eldröret stöder baktill mot en bottenplatta, som ligger direkt mot marken och tar upp rekylen. Framtill bärs eldröret upp av en lavett med riktinrättning.
I Sverige konstruerades under första världskriget en medeltung granatkastare m/18, i huvudsak liknande de franska granatkastarena, med en vikt av 100 kilo. Den kunde skjuta 25 kilos granater upp till 500 meter och 12 kilos granater upp till 1000 meter. Senare infördes granatkastare av typen Stokes-Brandt, granatkastare m/29.

## Konstruktion

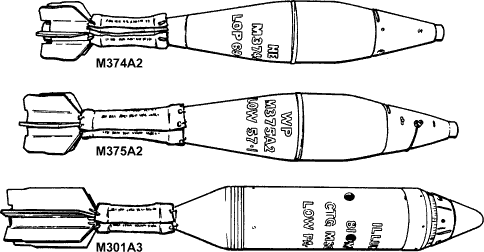
Olika 81 mm kaliber vingranater.

Eftersom granatkastarens eldrör saknar räfflor är granaterna fenstabiliserade och kallas vinggranater. Fenorna sitter på ett skaft bakom granatkroppen och drivladdningen sitter i eller runt skaftet, vid den senare som kardusbuntar så användaren kan välja antal för att kontrollera skottvidden. Granatkastaren laddas genom att granaten helt enkelt släpps ner genom mynningen. Lättare granatkastare har en fast tändspets som tänder drivladdningen så fort granaten når eldrörets botten. På tyngre granatkastare utlöses slagstiftet manuellt. Eftersom granaten måste kunna glida ner genom eldröret kan man med en vanlig granatkastare inte skjuta med elevation mindre än cirka 60°.
Vapnets kaliber är vanligen 8 eller 12 cm, med räckvidd upp till 8 km. Granatkastare på 8 cm är bärbara om de delas upp så att en man bär markplattan, en bär eldröret och en bär lavetten. Större granatkastare är oftast fordonsmonterade eller transporteras på en kärra av något slag.
Det finns även mindre granatkastare, med kaliber från ca 4 till 6 cm. De bärs och betjänas i regel av en man. Tunga granatkastare med kaliber upp till 24 cm förekommer. Dessa är dock bakladdade.
I de flesta arméer (till exempel i den svenska armén) har man två typer av granatkastare, 81 mm och 120 mm, som används av olika typer av förband. Arméerna i den forna Warszawapakten använde oftast granatkastare med kaliber 82 mm.

## Sverige

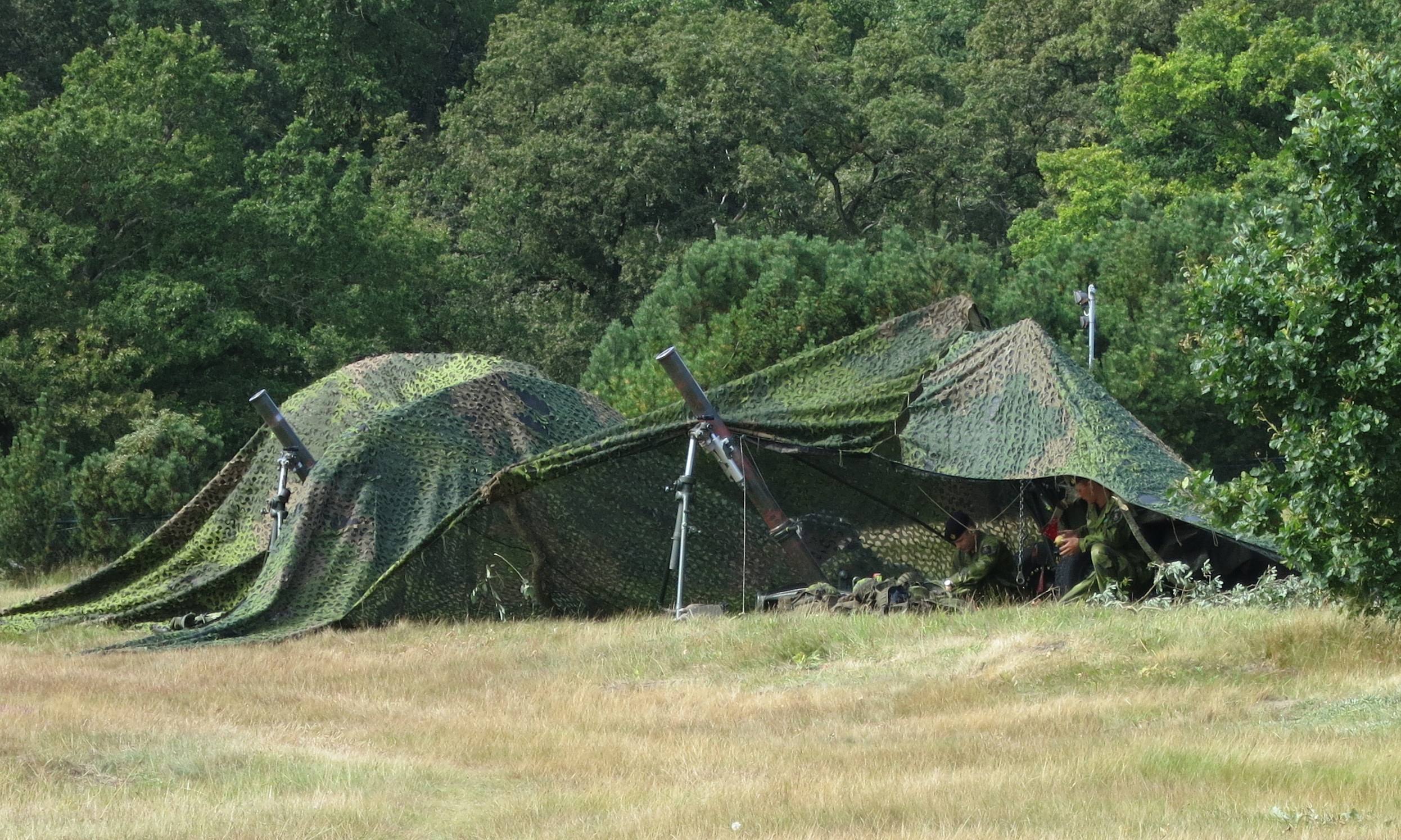
Grupperad granatkastargrupp

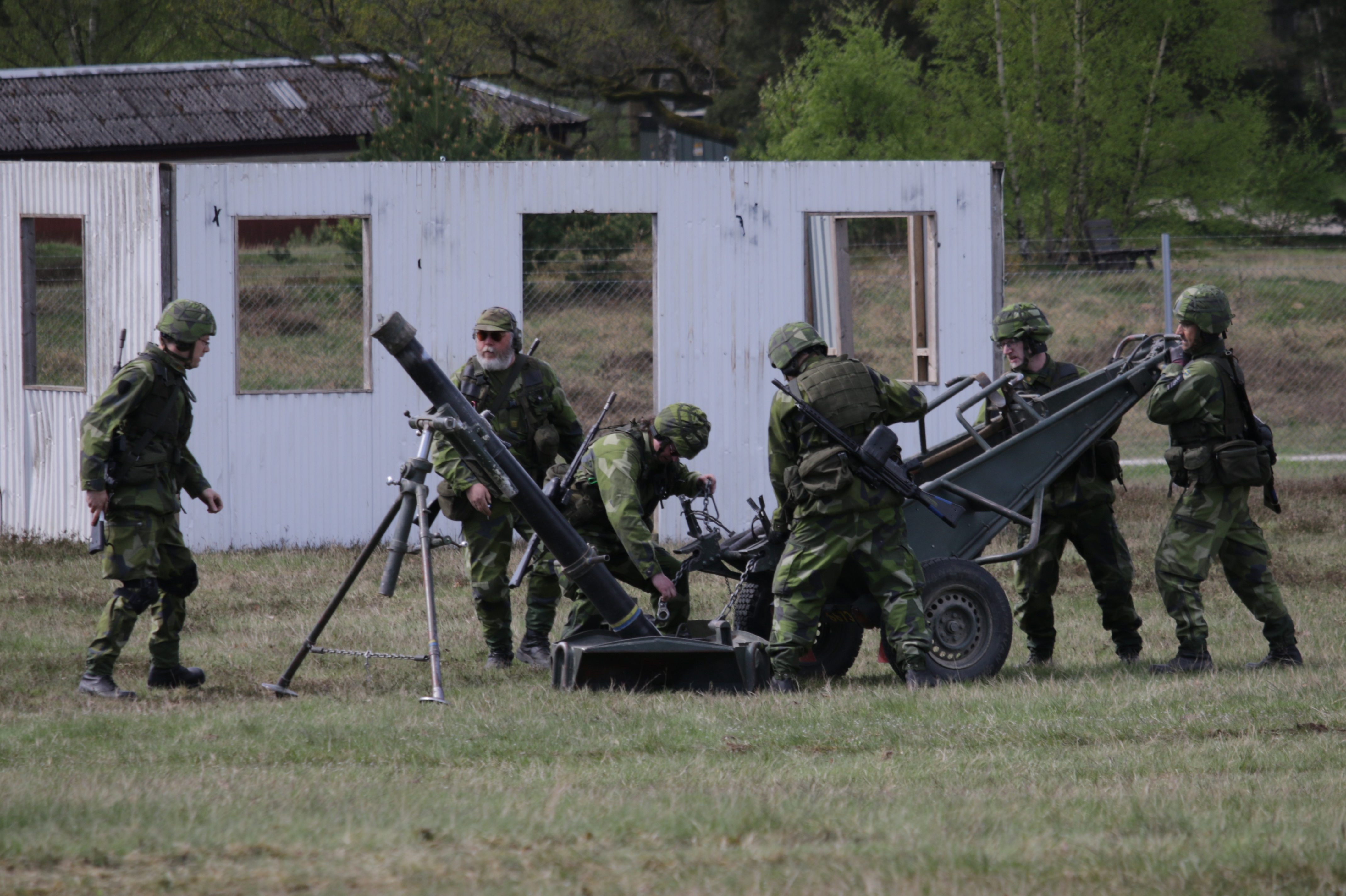
Lastning av granatkastare på kärra

Svenska armén har som nämnts ovan två typer av granatkastare, 12 cm m/41 och 8 cm m/84. 120 mm-varianten kan skjuta en mängd olika granattyper: spränggranat, rökgranat, lysgranat och även STRIX, en typ av hårdmålsammunition som aktivt söker mål och styr sig själv med banmotor.
81mm-varianten används i insatsorganisationen i alla manöverbataljoner samt K3:s jägarförband och amfibiebataljonen men även artilleriet har 81 mm granatkastaren i sin arsenal. Amfibiebataljonens granatkastare var tänkta att inom en snar framtid ersättas av systemet SSG 120 (splitterskyddad granatkastare, dubbla 120 mm granatkastare i splitterskyddat torn) monterat på en stridsbåt. SSG 120 har testats på stridsbåt 90 men den versionen kommer inte att tas i bruk, istället kommer i framtiden en ny, större stridsbåt tänkt att bl.a. kunna bära SSG 120-systemet. SSG 120 är även planerad att monteras på stridsfordon 90 för att utgöra en flexibel eldplattform för pansarbataljoner. Projektet SSG120 avbröts dock 2008 av Genomförandegruppen.
Granatkastarförband är oftast av plutons storlek och består i Sverige nästan uteslutande av tre pjäser (amfbat fyra), och någon form av batteriplats-/rekognosceringsfunktion vars uppgift är att mäta in pjäserna, bibehålla samband samt räkna ut skjutelement (angivning i bäring och elevation av hur granatkastaren skall ställas in, kan räknas ut med hjälp av skjutbord eller så kallad SKER, skjutelementräknare). Två granatkastarplutoner ingår ofta i ett stabs-/grk-kompani, som en del av en manöverenhet (oftast av bataljons storlek) och är enhetens egna indirekta eld till skillnad mot haubits, fristående granatkastarkompanier eller flygunderstöd som alla normalt tilldelas behovsvis.
2014 startade Hemvärnet försöksverksamhet med granatkastarförband. Nuvarande målbild är att fyra hemvärnsgranatkastarplutoner skall vara operativa år 2020. En hemvärnsgranatkastarpluton har fyra stycken 12 eller 8 cm granatkastare och använder samma ammunition som reguljära svenska arméförband. Till plutonen hör även eldledningsgrupper och ledningsresurser.